# マンドゥフイ・ハトゥン
マンドゥフイ・ハトゥン（ᠮᠠᠨᠳᠤᠬᠠᠢ
ᠬᠠᠲᠤᠨManduxai xatun、1448年?または1449年? - 1510年）は、北元のマンドゥールン・ハーンおよびダヤン・ハーンのハトゥン（妃）。ダヤン・ハーンの擁立、ひいてはモンゴルの中興に貢献した賢婦人として知られており、「（マンドゥフイ・）セチェン・ハトゥン（賢明なる妃、モンゴル語: ᠮᠠᠨᠳᠤᠬᠠᠢ 
ᠰᠡᠴᠡᠨ 
ᠬᠠᠲᠤᠨ Мандухай сэцэн хатан）」と称されることもある。日本語ではマンドフイ・ハトンとも表記される。

## 生涯

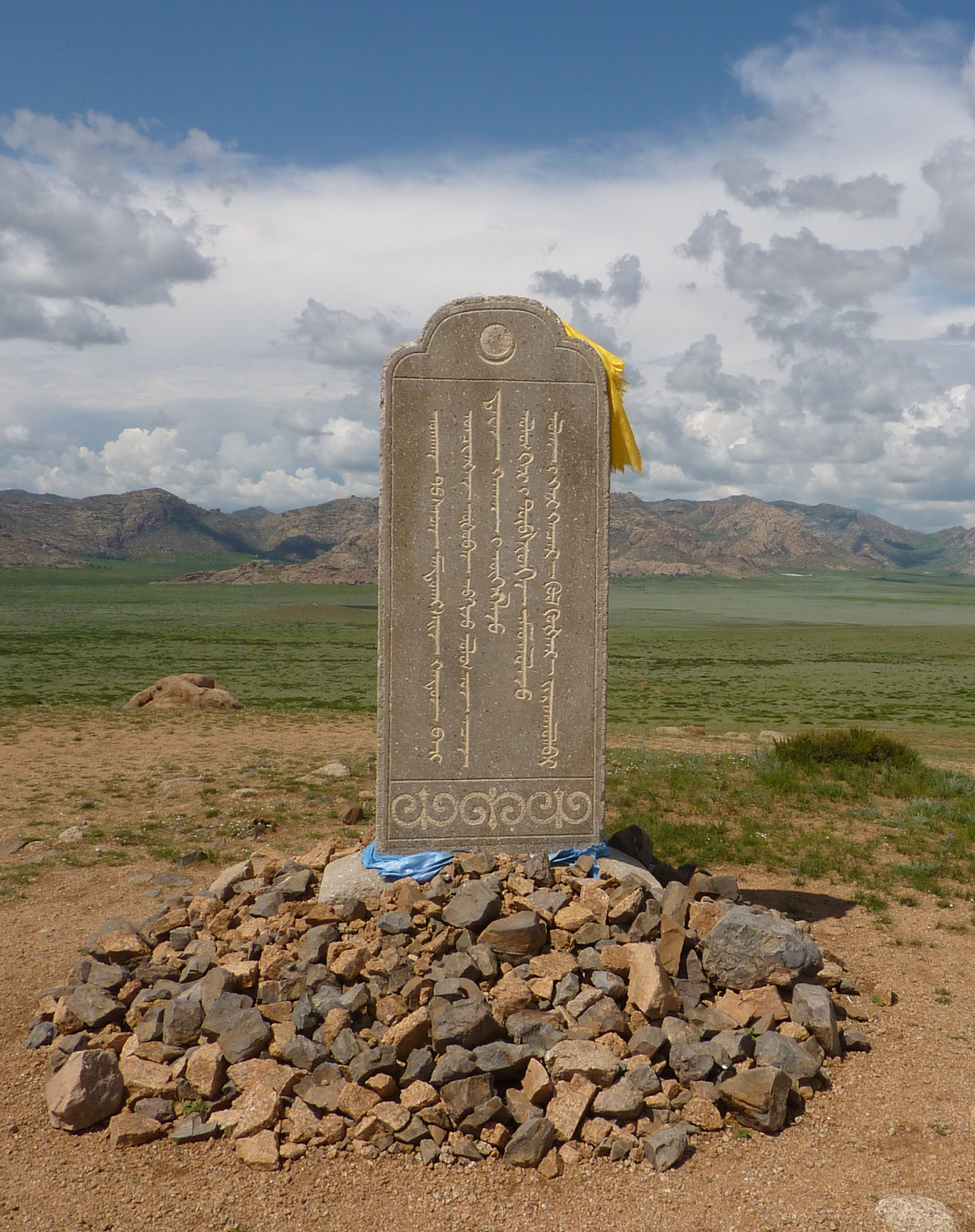
マンドゥフイ・ハトゥンの記念碑

モンゴル年代記の一つ『蒙古源流』によると、マンドゥフイはトゥメト・トゥメンに属する「オングト・オトク(Enggüd)」のチョロスバイ・テムル・チンサン（Čorosbai Temür Čingsang）の娘として生まれたという。成長したマンドゥフイはマンドゥールン・ハーンの小ハトゥン（第二夫人）となった。
マンドゥールン・ハーンを擁立したのはヨンシエブ部のベグ・アルスランであり、ベグ・アルスランは自らの娘のイェケ・ハバルト中宮をマンドゥールン・ハーンの大ハトゥン（第一夫人）として実権を握っていたが、やがて両者は対立するようになった。マンドゥールン・ハーンはベグ・アルスランの「族弟」イスマイルやトゥメト部のトゥルゲンと協力してベグ・アルスランを殺害したものの、マンドゥールン・ハーンもまた間もなく病没してしまった。マンドゥールン・ハーンとイェケ・ハバルト中宮との間には子供がなく、マンドゥフイとの間に生まれたのは娘2人だけだったため、次期ハーンを巡って混乱が生じることになった（Jack McIver Weatherfordは自身の著書『The Secret History of the Mongol Queens: How the Daughters of Genghis Khan Rescued His Empire』（2010年）の中で、2人は実際には娘ではなく、マンドゥールン・ハーンの親戚で、マンドゥフイによって世話をされていた可能性を指摘している）。
当時有力であったホルチン部のウネ・ボラトはマンドゥールン・ハーンの遺産を引き継いだマンドゥフイと再婚することでハーン位に即こうと目論み、マンドゥフイに求婚した。一方、当時モンゴルにはチンギス・カンの血統を引くバトゥ・モンケという男児がおり、マンドゥフイはウネ・ボラトとバトゥ・モンケどちらと結婚すべきか周りの者に尋ねた。そこでアラクチュートのサンガイ・オルルクはバトゥ・モンケとの結婚に賛成したが、ゴルラトのサダイはウネ・ボラトと結婚する方が良いと述べた。しかし、最終的にマンドゥフイはサンガイ・オルルクの妻のジガン・アガの
という言葉に同意し、
とサダイを叱責し、バトゥ・モンケとの結婚を決意した。
そこでマンドゥフイは当時7歳のバトゥ・モンケを引き連れ、エシ・ハトゥン(Esi qatun)の霊前に「我が身を御照覧し、7男1女をお恵み下さるよう」祈り、これを聞いたウネ・ボラトは求婚を撤回したという。
こうして1479年、マンドゥフイはバトゥ・モンケと結婚し、バトゥ・モンケは「ダヤン・ハーン(Dayan qaγan)＝大元可汗」と称した。同年には「髪の毛を上に巻き上げ、ダヤン・ハーンを箱に載せて」、ドルベン・オイラトに遠征し、「テス・ブルト(Tes Burutu)」でオイラトに勝利したという。マンドゥフイはダヤン・ハーンとの間に7人の息子と1人の娘を授かり、息子達はそれぞれ王家を形成して繁栄した。

## マンドゥフイ・ハトゥンの史実
上述したように、マンドゥフイ・ハトゥンはモンゴル年代記においてダヤン・ハーン擁立の立役者として称賛されてきた。一方、同時代の漢文史料ではマンドゥフイの存在について全く言及されておらず、ヨンシエブ部のイスマイル、トゥメト部のトゥルゲンらがダヤン・ハーン擁立に貢献したと記されている。このため、実際にはマンドゥフイ・ハトゥンがダヤン・ハーン擁立に果たした役割は限られたものである、あるいはマンドゥフイ・ハトゥンに関わる説話の多くが創作であるとの説もある。
モンゴル年代記においてマンドゥフイ・ハトゥンの業績が誇張された要因として、年代記の作者たちがハーンを傀儡とし権力を握ったイスマイルらを故意におとしめ、マンドゥフイ・ハトゥンの業績を特筆することでハーンの権威を損なわないよう配慮したのではないかという説がある。
ただし、一方でモンゴル史上でハーンの選出に大きな役割を果たした女性が存在するのも確かであり、井上治は漢文史料に記述がないことを理由にマンドゥフイ・ハトゥンの存在自体を疑問視するのは不適切であろうと指摘し、マンドゥフイの配慮とイスマイルの支持両方がダヤン・ハーンの即位に関係したのであろうと述べている。

## 関連作品
小説
- 『賢妃 マンドハイ』（ナツァグドルジ・シャグダルシャブィン著、鯉渕信一訳、読売新聞社、1989年）

映画
- マンドハイ（1988年、モンゴル、演：ナムスライン・ソブド）…上記小説が原作。